# Musdamma

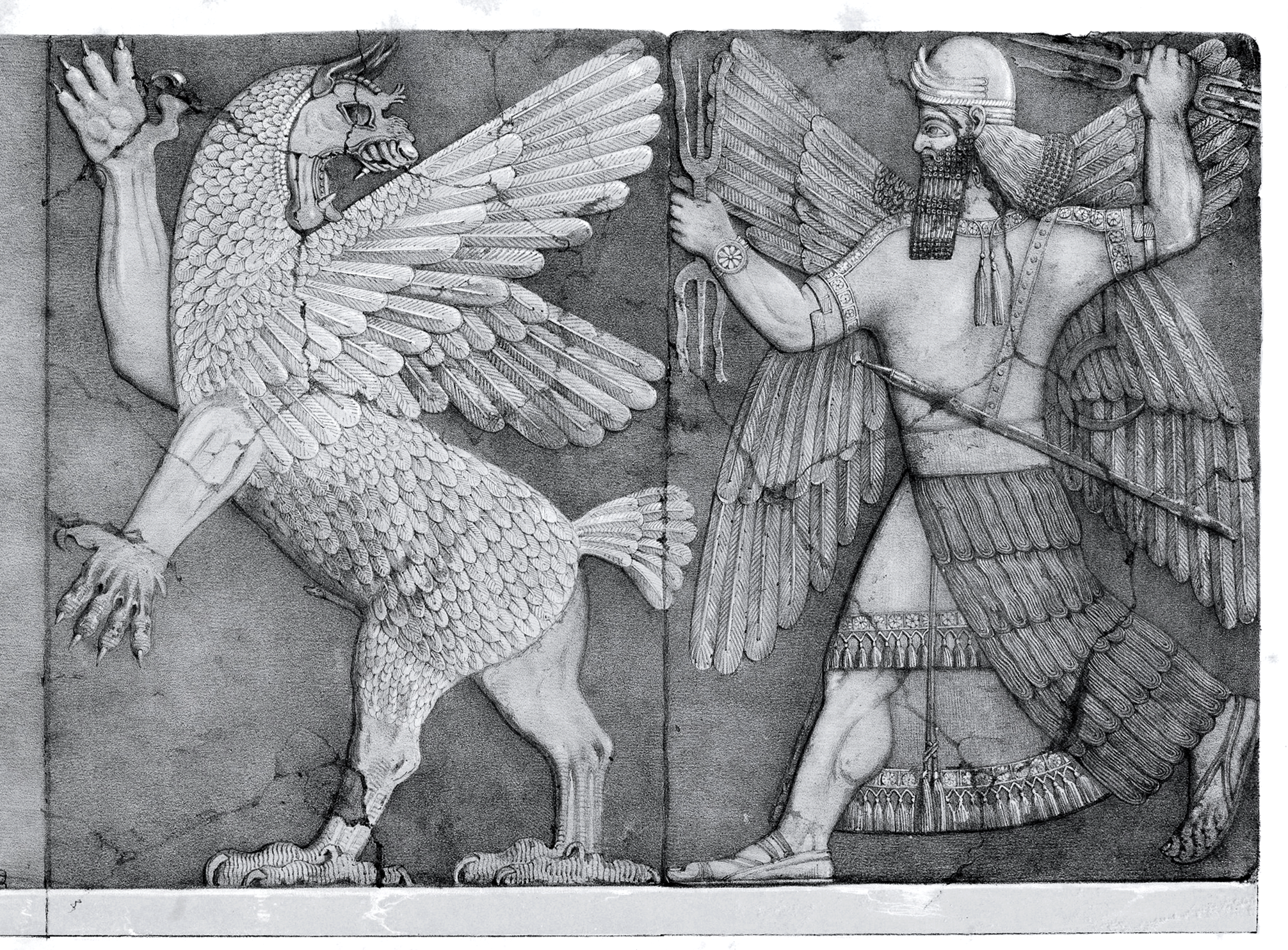

En la antigua Mesopotamia Mushdama o Musdama era el dios al que Enki puso a cargo de las edificaciones y basamentos. Era hermano de Kapta, el dios de los ladrillos.